# Никола Вујовић (глумац)
Никола Вујовић (Ваљево, 13. децембар 1978) српски је позоришни, телевизијски и филмски глумац.

## Биографија
Никола Вујовић је рођен у Ваљеву, 13. децембра 1978. године. Глуму је дипломирао на Факултету драмских уметности у Београду, у класи професора Владимира Јевтовића. Игра у Народном позоришту у Београду као и у Атеље 212, Дадову и Битеф театру. Поред улога у позоришту, запажене улоге је остварио у филмовима Кад порастем бићу Кенгур и Потера за срећ(к)ом.

## Филмографија
| Год.       | Назив                                              | Улога                                  |
| ---------- | -------------------------------------------------- | -------------------------------------- |
| 2000-е     |                                                    |                                        |
| 2003.      | Отело                                              | Душан Стевановић                       |
| 2004.      | Цветови зла                                        | Бранислав Нушић                        |
| 2004.      | Кад порастем бићу Кенгур                           | Дује                                   |
| 2004.      | Црни Груја 2                                       | Миленко                                |
| 2005.      | Кошаркаши                                          | Ђапе                                   |
| 2005.      | Потера за срећ(к)ом                                | Срећко                                 |
| 2006.      | Седам и по                                         | Радуле                                 |
| 2006.      | А3 – Рокенрол узвраћа ударац                       | Вуглавина                              |
| 2006.      | Ракете                                             |                                        |
| 2007.      | Жели(м)ир                                          |                                        |
| 2008.      | Добош                                              |                                        |
| 2009.      | Свети Георгије убива аждаху                        | Станић                                 |
| 2009.      | Оно као љубав                                      | тренер                                 |
| 2010-е     |                                                    |                                        |
| 2010.      | Мој рођак са села                                  | Пепе                                   |
| 2011.      | Како су ме украли Немци                            |                                        |
| 2011.      | Жене са Дедиња                                     | инспектор Мокрањац                     |
| 2011.      | Практични водич кроз Београд са певањем и плакањем | Слободан                               |
| 2014.      | Тражим помиловање или велика тајна                 | Сима Пандуровић                        |
| 2018.      | Пет                                                | Ратко                                  |
| 2019.      | Жмурке                                             | продавац бицикала/ нацистички издајник |
| 2019.      | Сенке над Балканом                                 | Иван Мештровић                         |
| 2019.      | Ујка нови хоризонти                                | научник                                |
| 2019.      | Група                                              | Шумићев брат                           |
| 2020-е     |                                                    |                                        |
| 2020.      | Ургентни центар                                    | Ускоковић                              |
| 2020—2021. | Камионџије д.о.о.                                  | Бадаваџија                             |
| 2020—2022. | Клан (ТВ серија)                                   | Кројц                                  |
| 2021.      | Нечиста крв: Грех предака                          | Исмаил-бег                             |
| 2021.      | Нечиста крв (ТВ серија)                            | Исмаил-бег                             |
| 2022.      | Вера                                               | потпоручник Стефановић                 |
| 2023.      | Вера (серија)                                      | потпоручник Стефановић                 |